# IronE Singleton
Robert "IronE" Singleton (Atlanta, 1975) é um ator estadunidense. Ele é mais conhecido por interpretar Alton em The Blind Side e Theodore "T-Dog" Douglas na série de televisão da AMC The Walking Dead.

## Início da vida
Singleton nasceu e cresceu em Atlanta, Geórgia. Graduou-Archer High School e mais tarde na Universidade da Geórgia, onde se formou em Comunicação e Discurso Theatre. Ele jogou no time de futebol Georgia Bulldogs, em 1998, com o ex-NFL wide receiver Hines Ward.

## Filmografia
| Ano  | Título                   | Papel                    | Notas                                            |
| ---- | ------------------------ | ------------------------ | ------------------------------------------------ |
| 1996 | Fled                     | Chefe                    | Não creditado                                    |
| 2000 | Remember the Titans      | Jogador de futebol       | Não creditado                                    |
| 2003 | Dead Wait                | Joon                     | Curta-metragem                                   |
| 2005 | The Longest Yard         | Preso com sinal          | Não creditado                                    |
| 2006 | Somebodies               | Janoah                   |                                                  |
| 2007 | Riff                     | Osiel                    | Curta-metragem                                   |
| 2008 | Somebodies               | Epítome                  | 3 episódios                                      |
| 2009 | Life 101: Angel's Secret | Dr. Forest               |                                                  |
| 2009 | One Tree Hill            | Homem sem-teto           | Episódio S07E02: "What Are You Willing to Lose?" |
| 2009 | The Blind Side           | Alton                    |                                                  |
| 2010 | Lottery Ticket (Inglês)  | Vizinho                  |                                                  |
| 2010 | Detroit 1-8-7            | Padre                    | Episódio: "Pharmacy Double/Bullet Train"         |
| 2010 | The Walking Dead         | Theodore "T-Dog" Douglas | Temporadas 1 à 3 (recorrente; 20 episódios)      |
| 2011 | Single Ladies            | Dion                     | 1 episódio                                       |
| 2011 | Franklin & Bash          | Trabalhador              | 1 episódio                                       |
| 2011 | Seeking Justice          | Cicatriz                 |                                                  |
| 2013 | An Amish Murder          | ‘Glock’ Nichols          | Filme para TV                                    |
| 2013 | A Box for Rob            | Tim                      |                                                  |